# Ai Fukuhara
Ai Fukuhara (福原 愛 Fukuhara Ai?) (Sendai, Miyagi; 1 de noviembre de 1988) es una jugadora de tenis de mesa japonesa que ganó la medalla de plata en los Juegos Olímpicos de Londres 2012 patrocinada por All Nippon Airways.

## Biografía
Fukuhara comenzó a jugar a la edad de 3 años y se convirtió en profesional a los 10 años. Al año siguiente, se convirtió en la jugadora más joven en convertirse en un miembro del equipo nacional japonés. Debido a su edad, ella ha sido considerada como una "niña prodigio" en tenis de mesa. A los 13 años, en 2002, se convirtió en el representante más joven de Japón para los Juegos Asiáticos. En 2003, llegó a los cuartos de final, perdiendo ante la primera preclasificada Zhang Yining, en su debut en el Campeonato del Mundo en París. En 2004, participó en el Campeonato del Mundo por Equipos y ayudó a la selección de Japón acabando tercero.